# Vance Tartar
Vance Tartar (* 15. September 1911 in Corvallis, Oregon; † 16. Juni 1991 in Ocean Park, Washington) war ein US-amerikanischer Biologe und Embryologe. Sein Forschungsschwerpunkt war die Protistologie (veraltet Protozoologie), darunter waren wichtige Studien über die Morphogenese, die Regeneration und die Strukturierung innerhalb der Wimpertierchengattungen Stentor, Condylostoma und Paramecium.

## Leben
Tartar war der Sohn von Herman und Stella Tartar. Sein Vater war Physikochemiker und von 1945 und 1952 Vorsitzender des Fachbereichs Chemie in der University of Washington. Vance Tartars Hochschulbildung begann an der University of Washington, wo er Zoologie studierte und 1933 seinen Bachelor of Science mit der Auszeichnung magna cum laude erlangte. 1934 erwarb er, ebenfalls in Zoologie, den Masterabschluss. Beeinflusst von Trevor Kincaid (1890–1975), dem Vorsitzenden der zoologischen Abteilung, studierte er anschließend an der Yale University. Unter der Schirmherrschaft seines Doktorvaters Lorande Loss Woodruff (1879–1947) promovierte er 1938 mit einer Doktorarbeit über die Regeneration der Pantoffeltierchen zum Ph.D. Es folgte ein Postdoktorandenjahr ebenfalls an der Yale University. 1937 und 1938 arbeitete er am Tortugas Laboratory of the Carnegie Institution for Science in Washington an der Regeneration der marinen Wimpertierchengattung Condylostoma.
Nach dem Verlassen der Yale University arbeitete Tartar drei Jahre als Dozent an der University of Vermont, wo er Zoologie, Ökologie und Entomologie unterrichtete. Ab 1942 nahm er für acht Jahre eine Biologentätigkeit am State Fisheries Laboratory in Purdy, Washington, an, wo er unter anderem Forschungen an der Pazifischen Plattauster (Ostrea lurida) betrieb.
1948 lernte Tartar Emogean Saunders kennen, die er 1950 heiratete. Aus dieser Ehe gingen drei Kinder hervor. Gemeinsam mit Emogeans Vater baute er in der Nähe von Nahcotta nur 200 Meter von der Saunders-Residenz entfernt sein neues Domizil, das er „Aquaterre“ nannte. Hier lebte das Ehepaar für 40 Jahre.
Ab 1950 wandte sich Tartar wieder der experimentellen Protozoologie zu, wobei er vor allem Trompetentierchen (Stentor) kultivierte. Hierzu richtete er in einem Verschlag ein Labor ein, das er „Wits End“ nannte und das später den Namen „University of Washington Field Laboratory“ erhielt. 1951 bewarb er sich für sein erstes Forschungsstipendium bei der American Cancer Society (ACS), das über den Wachstumsausschuss der National Academy of Sciences vergeben wurde. Tartar kam zu Arthur W. Martin, dem Vorsitzenden der zoologischen Abteilung an der University of Washington. Er arbeitete zunächst als professioneller Assistent, promovierte 1954 zum Forschungsassistenzprofessor und 1960 zum Forschungsprofessor. Von 1951 bis 1957 erhielt Tartar Zuschüsse von der ACS. Von 1957 bis 1972 erhielt er Unterstützung vom National Institutes of Health. Diese Zuschüsse sicherten ihm ein bescheidenes Gehalt, von dem Tartar und seine Familie während seiner Forschungsarbeit leben konnten. Während eines Lehraufenthalts an der zoologischen Abteilung der Indiana University Bloomington, Indiana im Jahr 1956 sammelte Tartar umfangreiches literarisches Material über die Gattung Stentor, über die er 1961 die Monographie The Biology of Stentor veröffentlichte. Tartars weitere wissenschaftliche Exkursionen waren kürzer. Darunter waren im Juni 1955 eine Reise zum 14. Growth Symposium in Amherst, Massachusetts, wo er über das Thema „Pattern and Substance in Stentor“ referierte sowie ein kurzer Lehrgang am Summer Institute of Protozoology at Berkeley im Jahr 1966. Weiter hielt er Vorträge bei den jährlichen Treffen der Society of Protozoologists (heute Society of Protistologists) in den Jahren 1956, 1957, 1962, 1963, 1964, 1979 und 1980. Zusätzlich zu seinen Seminaren und Vorlesungen an der University of Washington entwickelte Tartar ein Ausbildungsprogramm für Interdisziplinäre Entwicklungsbiologie, wo er in einem Laborworkshop unter Verwendung von Videoaufnahmen seine mikrochirurgischen Methoden, die er entwickelt hatte, demonstrierte. Tartar unternahm auch vier Reisen nach Europa. 1961 nahm er am ersten Internationalen Protozoologen-Kongress in Prag teil, 1963 besuchte er die sechste Internationale Embryologische Konferenz in Helsinki. Seine dritte Reise führte ihn zum dritten Internationalen Protozoologen-Kongress in Leningrad. 1975 demonstrierte er schließlich an mehreren europäischen Laboratorien seine Stentor-Techniken. 1972 ging Tartar in den Ruhestand.

## Werke (Auswahl)
- The Biology of Stentor. Pergamon Press, New York 1961.